# Piemonte Volley
Il Piemonte Volley è stata una società pallavolistica maschile di Cuneo, militante nella massima serie nazionale ininterrottamente dalla stagione 1989-90. Nata come Cuneo Volley Ball Club, nel 2001 ha assunto la nuova denominazione.
Nel palmarès della squadra figurano molti trofei, sia nazionali che internazionali. In Italia sono stati conquistati negli anni tutti i titoli disponibili: uno scudetto, ottenuto il 9 maggio 2010 nello storico V-Day di Bologna, cinque Coppe Italia e quattro Supercoppe italiane. In ambito europeo il sodalizio cuneese si è distinto vincendo per tre volte il secondo trofeo per importanza (due volte quando la denominazione del torneo era Coppa delle Coppe e una con l'attuale denominazione, ossia Coppa CEV) e due volte il terzo trofeo per importanza (entrambe con la denominazione di Coppa CEV). Le varie partecipazioni alla Champions League hanno portato come miglior risultato un secondo posto, ottenuto nell'edizione 2012-13. Inoltre si è fregiata per due volte della vittoria nella Supercoppa europea, competizione ormai scomparsa che metteva di fronte le squadre migliori delle tre competizioni europee.
Per ragioni di sponsorizzazione, la squadra è conosciuta nelle competizioni nazionali ed internazionali come BreBanca Lannutti Cuneo. Negli anni la società ha sempre adattato il proprio nome ai vari sponsor principali: in particolare si è partiti dalla denominazione Alpitour, per passare a Alpitour Diesel, Alpitour Traco, TNT Alpitour, Noicom Alpitour e Noicom Brebanca, fino all'ultima denominazione, adottata dalla stagione 2004-05.
La società è molto attiva a livello giovanile: partecipa infatti a tutti i campionati, dal minivolley all'under 19. Vanta inoltre una squadra iscritta al campionato di Serie B2, utilizzata come vivaio dove attingere giocatori per la prima squadra, e una a quello di prima divisione.
Il Piemonte Volley è una società a responsabilità limitata, status acquisito nel 1997, presieduta dall'imprenditore Valter Lannutti dalla stagione 2003-04.

## Storia

### I primi passi in Serie A

La prima squadra del Cuneo Volley Ball Club nel 1958

Fondato nel 1958, il Cuneo Volley Ball Club militò per un trentennio in categorie regionali. Fu sul finire degli anni ottanta, periodo immediatamente successivo al declino di storiche sedi della pallavolo piemontese (Alessandria, Torino, Asti) che il club bianco-azzurro, ottenuto il patrocinio dello sponsor Alpitour, poté aspirare a traguardi di alto livello.
Acquistato nel 1988 il titolo di Serie A2 dell'Opel Agrigento (ripescata in A1 dopo la rinuncia del CUS Torino), l'Alpitour vinse il suo girone nel campionato 1988-89, ottenendo la promozione diretta in serie A1 e il diritto a partecipare, per la prima volta, ai play-off per l'assegnazione dello scudetto. All'epoca, infatti, erano ammesse a giocarsi il titolo anche le migliori squadre di Serie A2. Questa prima esperienza nella pallavolo di alto livello si concluse con l'eliminazione al primo turno ad opera della Conad Ravenna; la partita in casa fu giocata al PalaRuffini di Torino per motivi di capienza.

La rosa dell'Alpitour Cuneo nella stagione 1988-1989

Per andare incontro alle esigenze di un pubblico sempre più vasto, fu allestita una tensostruttura, il Palatenda, in piazza d'Armi a Cuneo: questa fu la casa del volley cuneese per le prime tre stagioni in Serie A1. La prima partita in assoluto nel massimo campionato italiano fu disputata proprio al Palatenda il 15 ottobre 1989, contro il Gabbiano Mantova, sconfitto per 3-2. Questo incontro coincise anche con la prima vittoria nella nuova categoria. La prima stagione in Serie A1 terminò con un nono posto, che non qualificò i piemontesi ai play-off ma consentì loro di guadagnare una tranquilla salvezza, ottenuta con un budget limitato e senza nomi altisonanti. Con l'arrivo dell'opposto bulgaro Ljubomir Ganev, affiancato a giocatori storici come Guido De Luigi e Liano Petrelli, la squadra iniziò a prendersi alcune soddisfazioni contro le dominatrici dell'epoca, fra tutte la Pallavolo Modena, la Sisley Volley di Treviso e la Maxicono Parma. Il seguito che la squadra ottenne in città venne premiato con la costruzione del Palasport di San Rocco Castagnaretta.

### L'era Prandi e i primi trofei
Dopo quattro campionati condotti a metà classifica, in vista della stagione 1994-95 nuovi, importanti sponsor affiancarono la storica Alpitour. Gli accordi commerciali con la TNT Traco, la Banca Regionale Europea e l'Albamotor consentirono finalmente di condurre una campagna acquisti di un certo livello; a ciò si aggiunse una concertazione fra il presidente cuneese Ezio Barroero e Silvio Berlusconi, quest'ultimo intento nella dismissione della Polisportiva Milan, che permise l'arrivo in blocco in Piemonte di vari elementi del Gonzaga Milano all'epoca ai vertici nazionali. Alla guida dell'Alpitour c'era già da una stagione il decano della pallavolo italiana, Silvano Prandi, a cui nell'estate 1994 venne affidata una rosa ormai di prim'ordine, con nomi altisonanti quali Andrea Lucchetta, Samuele Papi, Claudio Galli e Ferdinando De Giorgi, tutti nel giro della nazionale divenuta famosa nel mondo con il nome di Generazione di fenomeni.

La rosa dell'Alpitour Diesel Cuneo nella stagione 1993-1994

Gli investimenti vennero subito premiati con un secondo posto nella stagione regolare della Serie A1 1994-95, che valse per la prima volta l'accesso a una competizione europea, la Coppa CEV, terzo trofeo per importanza. La stagione terminò con il raggiungimento della semifinale sia nella Coppa Italia che nei play-off scudetto. In entrambi i casi fu la blasonata Pallavolo Modena a eliminare i bianco-azzurri, dando così vita a una delle rivalità più accese del panorama pallavolistico italiano.
Nella stagione 1995-96 arrivarono finalmente i primi successi. Alla corte di Silvano Prandi giunsero gli schiacciatori Vladimir Grbić e, soprattutto, Rafael Pascual, destinato a diventare uno dei giocatori più importanti e amati della storia della squadra. La stagione regolare della Serie A1 si concluse con il primo posto, davanti alla corazzata Pallavolo Modena. La formazione cuneese si trovò di fronte nel play-off l'Associazione Sportiva Volley Lube di Macerata negli ottavi di finale e la Maxicono Parma nei quarti di finale. Superati questi ostacoli, l'avversario delle semifinali fu ancora una volta Casa Modena. Due vittorie, una al Palatenda e una nel tempio del volley modenese, il PalaPanini, consegnarono al sodalizio piemontese la prima finale scudetto della propria storia.
L'avversario della finale, che si giocò al meglio delle cinque partite, fu l'imbattibile Sisley Volley di Treviso. Al Cuneo Volley Ball Club, partito con una gara di vantaggio grazie al miglior piazzamento nella stagione regolare, non bastò vincere la seconda partita della serie. La decisiva gara 5, giocata al Palatenda di Cuneo, vide trionfare facilmente la corazzata trevigiana, che si impose con un perentorio 0-3.
La delusione per la sconfitta fu in parte assorbita grazie ai primi due trofei della storia del club. In ambito nazionale l'Alpitour Traco Cuneo ottenne la sua prima Coppa Italia. L'accesso alla final four fu guadagnato ai danni della Maxicono Parma: la sconfitta nella gara di andata a Parma per 3-1 fu ribaltata nel ritorno al Palatenda, che videro i cuneesi travolgere i rivali con il punteggio di 3-0. La semifinale mise di fronte ai bianco-azzurri la Gabeca Montichiari, piazza storica del volley italiano: la partita terminò con il trionfo cuneese, che raggiunse la sua prima finale. Contro la Sisley Volley di Treviso il Cuneo Volley Ball Club centra un'impresa storica, vincendo una combattuta partita al tie-break e conquistando il primo trofeo della propria storia.
Il successo nella coppa nazionale fu bissato in Europa dalla conquista della Coppa CEV. Il torneo, dominato dall'inizio alla fine senza concedere nemmeno un set, vide la squadra trionfare in finale contro l'altra formazione italiana iscritta alla competizione, la Porto Ravenna Volley. Il successo fu ottenuto a Parigi, di fronte a molti tifosi entusiasti che avevano seguito la squadra nella trasferta europea.

Da sinistra: Rafael Pascual, Nikola Grbić e Luigi Mastrangelo all'Alpitour Traco Cuneo nella stagione 1997-1998.

La stagione successiva iniziò con la sfida tra i campioni d'Italia della Sisley Treviso e i cuneesi detentori della Coppa Italia. Nel palazzetto di casa la squadra mise in bacheca il terzo trofeo in pochi mesi, regolando gli avversari nella finale in gara unica, con il punteggio di 3-1.
In un'annata ricca di impegni nazionali e internazionali, il Cuneo Volley Ball Club affrontò a ottobre la trasferta in terra tedesca per la Supercoppa europea. L'avversario della semifinale fu Casa Modena, campione d'Europa in carica. Contro ogni pronostico fu Cuneo a trionfare, in un incontro tirato e concluso solo al tie-break. La finale contro i tedeschi del ASV Dachau si rivelò una formalità: il Cuneo Volley Ball Club sollevò un altro trofeo, vincendo facilmente per 3-0.
Nella seconda competizione europea per importanza, la Coppa delle Coppe, la squadra ottenne un successo dietro l'altro. Dopo aver superato agevolmente un turno eliminatorio, vinse il proprio girone eliminatorio a punteggio pieno, qualificandosi per le finali del torneo. La final four fu organizzata a Salonicco, in Grecia. Il primo avversario, in semifinale, fu la squadra russa del Volejbol'nyj klub Belogor'e, sconfitta per 3-1. La finale fu disputata il 9 marzo: i greci dell'Olympiakos Pairaios, padroni di casa, furono sconfitti per 3-0, in un incontro senza storia.
Le delusioni giunsero dalla Coppa Italia e dal campionato.
Nella coppa nazionale la squadra eliminò facilmente l'Associazione Sportiva Volley Lube di Macerata nei quarti di finale e la Porto Ravenna Volley in semifinale, cedendo solo un set in quattro partite disputate. Fu la Pallavolo Modena a fermare i cuneesi, nella finale disputata in gara unica al Pala Mens Sana di Siena. L'incontro terminò 3-0 per gli emiliani.
Il campionato 1996-1997 si concluse con un terzo posto in stagione regolare. Ottenuta la qualificazione ai play off la squadra superò i quarti di finale contro la Gabeca Montichiari, vincendo la serie con due vittorie contro una. La rincorsa allo scudetto si concluse con l'eliminazione in semifinale per mano della Sisley Treviso, che vinse due volte a Cuneo e una al PalaVerde, a fronte di una sola vittoria cuneese, ottenuta in trasferta nella terza partita della serie.
La stagione 1997-98 portò a Cuneo il palleggiatore titolare della nazionale serba Nikola Grbić. Ancora una volta il primo trofeo in palio fu la Supercoppa italiana, e fu Casa Modena a vincere, conquistando la coppa nella finale in gara unica disputata al PalaArgento di Napoli.
La rivincita giunse nella Supercoppa europea. Nella final four disputata al Lotto Dôme di Maaseik, in Belgio, la squadra ebbe facilmente ragione dei padroni di casa del Maaseik in semifinale. La gara finale contro i rivali storici di Modena, giocata il giorno successivo, si rivelò un trionfo: dopo la sconfitta nel set iniziale, Cuneo vinse l'incontro per 3-1 portando a casa il secondo successo consecutivo in questa manifestazione. La sfida infinita contro i modenesi si rinnovò per la terza volta in stagione nella Coppa Italia. Cuneo eliminò Pallavolo Falconara, Gabeca Montichiari e 4Torri Ferrara Volley, prima di piegarsi nella finale contro gli emiliani, persa per 3-0.
Il Cuneo Volley Ball Club riuscì comunque a ottenere un altro trionfo in Coppa delle Coppe. Dopo aver vinto il proprio girone di qualificazione, alla squadra piemontese fu affidato il compito di organizzare la final four a San Rocco Castagnaretta. I bianco-azzurri fecero valere il fattore campo, eliminando gli spagnoli del Calvo Sotelo in semifinale e ottenendo il successo nella competizione battendo in finale, come nell'edizione precedente, i greci dell'Olympiakos Pairaios.

La TNT Alpitour Cuneo festeggia la vittoria della Coppa Italia 1998-1999

Ancora una volta fu però il campionato a riservare la delusione più grande. La squadra concluse prima la stagione regolare e partì quindi con il vantaggio del fattore campo in tutti i turni dei play-off. Questi iniziarono ai quarti di finale contro la Zinella Volley Bologna, che fu eliminata in due partite. La semifinale contro l'Associazione Sportiva Volley Lube di Macerata fu invece molto combattuta, ma in virtù di tre partite vinte a una fu Cuneo ad accedere alla sua seconda finale scudetto. Come due anni prima, la squadra avversaria nella serie decisiva fu la Sisley Treviso, e anche questa volta furono gli orogranata a ottenere lo scudetto, vincendo due partite a Cuneo e una al PalaVerde.
La stagione 1998-99 segnò la fine del ciclo di Silvano Prandi a Cuneo. Venne comunque aggiunto in bacheca un altro trofeo, la Coppa Italia, vinta al PalaLottomatica di Roma nella finale disputata contro Casa Modena. In precedenza la squadra aveva eliminato la neonata Roma Volley nei quarti di finale e il Palermo Volley in semifinale. In campionato Cuneo giunse seconda al termine della stagione regolare, risultato che le permise di qualificarsi ancora una volta il play-off per l'assegnazione dello scudetto. Dopo aver eliminato con qualche difficoltà la Gabeca Montichiari, i bianco-azzurri furono eliminati nel girone di semifinale. Anche l'avventura europea in Coppa delle Coppe non terminò come sperato: fu l'Association Sportive Cannes Volley-Ball ad aggiudicarsi il trofeo in finale.

### La "rivoluzione De Giorgi"
L'addio di Silvano Prandi alla panchina cuneese portò a un anno di transizione, in cui la panchina fu affidata a Roberto Serniotti, che condusse la squadra alla conquista della sua seconda Supercoppa italiana contro la Sisley Treviso. Nonostante questo successo, i risultati altalenanti in campionato e l'eliminazione al primo turno della Coppa Italia contro la Gabeca Montichiari portarono all'esonero del tecnico torinese. La squadra fu affidata a Nino Beccari, che riuscì a condurre Cuneo fino alle semifinali scudetto. Nonostante partisse dalla casella numero sette, riuscì a eliminare la Lube Macerata nei quarti di finale, ma chiuse ultima il girone di semifinale. Cuneo perse anche la seconda finale europea consecutiva: nella Coppa delle Coppe fu ancora una squadra francese, questa volta il Paris Volley, a vincere la competizione.
La stagione 2000-01 fu caratterizzata dall'arrivo in panchina di Ferdinando De Giorgi, che portò in estate a una vera e propria rivoluzione della rosa dei giocatori. Partirono molti dei protagonisti dei successi degli anni passati, su tutti il capitano Rafael Pascual, sostituito da Andrea Sartoretti. L'annata non portò in dote alcun risultato rilevante. La squadra si fermò in semifinale sia in campionato che in Coppa Italia, eliminata rispettivamente da Volley Milano e Pallavolo Padova. Il primo posto in stagione regolare consentì comunque a Cuneo di tornare in Europa, qualificandosi per la Coppa CEV. Furono gettate delle buone basi per il futuro, e i risultati non tardarono ad arrivare.
Con l'ingresso in società di nuovi sponsor e di nuovi dirigenti, venne assunto il nome di Piemonte Volley, con l'intenzione di creare un progetto regionale. La squadra, confermata quasi per intero, condusse un cammino in campionato alquanto deludente, concludendo la stagione regolare sesta e fermandosi ai play-off ai quarti di finale, eliminata dalla Maxicono Parma. Tornò comunque a conquistare due trofei, i primi con la nuova denominazione.
Qualificato alla Coppa Italia come sesto classificato al termine del girone di andata del campionato, il Piemonte Volley affrontò nei quarti di finale la Sisley Volley di Treviso. Sovvertendo il pronostico, riuscì a vincere per 3-1 e a qualificarsi per la final four, che si disputò al Mediolanum Forum di Assago. Qui sconfisse la Trentino Volley in semifinale e, nella finale disputata il giorno successivo, la Maxicono Parma, alzando il trofeo per la terza volta e qualificandosi, per la prima volta in assoluto, alla più importante competizione CEV per club, la Champions League.

La Noicom Brebanca Cuneo festeggia la vittoria della Coppa CEV 2001-2002

In ambito europeo il Piemonte Volley vinse la sua seconda Coppa CEV. Superato agevolmente il primo turno, nei quarti di finale gli avversari furono i forti russi del Volejbol'nyj klub Iskra Odincovo. Dopo la sconfitta per 3-1 in trasferta, la formazione cuneese riuscì a ribaltare il risultato, vincendo per 3-0 la gara di ritorno. La final four fu organizzata a San Rocco Castagnaretta. Cuneo riuscì a far valere il fattore campo, eliminando prima l'altra italiana giunta in semifinale, l'Asystel Milano, e infine sconfiggendo in finale per 3-1 il Volejbol'nyj klub Belogor'e. Fu questo l'ultimo trofeo prima di un periodo difficile, che vide alcuni cambi ai vertici societari e un momentaneo ridimensionamento degli obiettivi.
L'ultima stagione di Ferdinando De Giorgi sulla panchina cuneese non fu fortunata. Si decise di puntare su alcuni giovani del vivaio, dati in prestito per fare esperienza. Alla vittoria nella Supercoppa italiana contro la Pallavolo Modena fecero seguito l'eliminazione al primo turno dalla Champions League, l'ottavo posto in stagione regolare e la sconfitta nei quarti di finale sia di Coppa Italia che dei play-off scudetto, sempre contro la Sisley.

### La presidenza Lannutti
Nella primavera del 2003 venne eletto a presidente di Piemonte Volley l'imprenditore Valter Lannutti. Gli innesti in termini di giocatori, grazie anche all'ingresso della Banca Regionale Europea come main sponsor, furono notevoli. Arrivarono a Cuneo Wout Wijsmans, capitano della nazionale belga, Gilberto de Godoy, detto Giba, uno dei più forti schiacciatori del mondo, Pasquale Gravina e Björn Andrae. Tuttavia i risultati tardarono ad arrivare. Nella stagione 2003-2004 la squadra, affidata ad Andrea Anastasi, non andò oltre il settimo posto in campionato, penultima piazza utile per l'accesso ai play-off, che videro l'uscita ai quarti di finale ad opera della Lube Banca Marche Macerata, che riuscì nell'impresa di recuperare le due sconfitte iniziali e vincere la serie per tre partite vinte a due. Nonostante le difficoltà Cuneo riuscì comunque a raggiungere la finale della Coppa Italia. Nonostante partisse dall'ottavo posto in griglia, riuscì a eliminare prima la Trentino Volley e poi la Lube Macerata, per poi cedere nella finale contro l'eterna rivale Sisley Treviso.
La stagione 2004-05 è stata forse la più difficile della storia della società. La squadra di Anastasi fallì sia l'accesso alla Coppa Italia che quello ai play-off, chiudendo sia l'andata che il ritorno della stagione regolare al nono posto.
Dopo alcune stagioni poco brillanti, il club seppe rilanciarsi a partire dal campionato 2005-06. Tornò a sedersi sulla panchina cuneese Silvano Prandi, il tecnico delle due finali scudetto degli anni novanta. La sua gestione iniziò con la conquista della quarta Coppa Italia. Superata la Callipo Sport di Vibo Valentia nei quarti di finale, la squadra si qualificò per la final four disputata a Forlì. Qui venne eliminata la Trentino Volley in semifinale e infine, nella finale, fu sconfitta la Pallavolo Piacenza, con il punteggio di 3-1. La stagione regolare si concluse con un quarto posto, che qualificò i cuneesi ai play-off scudetto. Il torneo si concluse in semifinale contro l'Associazione Sportiva Volley Lube, dopo che nei quarti di finale era stata superata la Pallavolo Piacenza.
La stagione 2006-07 si aprì con la sconfitta in Supercoppa italiana ad opera della Lube Banca Marche Macerata. Cuneo vinse per la quarta volta la stagione regolare, senza però andare oltre le semifinali nei play-off scudetto, dove fu eliminata dalla Copra Berni Piacenza. La Coppa Italia e la Champions League non riservarono nessuna soddisfazione.
Le stagioni 2007-08 e 2008-2009 furono ricche di delusioni per il Piemonte Volley. Si registrarono due semifinali scudetto consecutive perse, una contro la Pallavolo Piacenza e una contro la Trentino Volley, una finale di Coppa Italia persa contro l'Associazione Sportiva Volley Lube di Macerata e un terzo posto in Coppa CEV.

### Lo scudetto
(Carlo Banchio, Radio 103, radiocronaca in diretta, 9 maggio 2010)
Sulla base dei risultati delle stagioni precedenti, la società decise di cambiare rotta: dalla stagione 2009-10 la panchina fu affidata al tecnico emergente Alberto Giuliani, che poté contare su una campagna acquisti di primo livello: in palleggio ritornò a Cuneo Nikola Grbić, al centro si decise di puntare su Luigi Mastrangelo, mentre il reparto schiacciatori si arricchì con il giovane talento Simone Parodi, che andò ad affiancarsi a campioni affermati come Wout Wijsmans e Vladimir Nikolov. Come libero fu scelto il francese Hubert Henno.
I risultati di questi importanti investimenti non si fecero attendere. La Coppa Italia, nonostante la sconfitta in finale per 3-1, dimostrò che la differenza con la corazzata Trentino Volley si era assottigliata. Il primo successo arrivò in ambito europeo. La squadra piemontese si aggiudicò infatti la Coppa CEV, sconfiggendo i russi del Volejbol'nyj klub Iskra Odincovo nella finale disputata a Maaseik, in Belgio; in precedenza, nella semifinale disputata il giorno precedente, aveva eliminato la Pallavolo Piacenza.
Il campionato vide il Piemonte Volley chiudere la stagione regolare al secondo posto, dietro la Trentino Volley. I play off iniziarono con la serie dei quarti di finale contro i campioni d'Italia in carica della Copra Berni Piacenza. La BreBanca Lannutti Cuneo riuscì a imporsi in tre partite, in virtù di due successi in casa e uno in trasferta. L'avversario della semifinale fu la Sisley Treviso. Dopo una vittoria per parte, i bianco-azzurri s'imposero in gara 3 e gara 4, staccando il pass per la prima finale in gara unica della storia del campionato italiano. Nell'evento denominato V-Day, disputato il 9 maggio 2010 al Futurshow Station di Casalecchio di Reno, Cuneo affrontò l'Itas Diatec Trentino. Dopo un primo set dominato dai trentini, la squadra trovò le giuste contromisure, riuscendo a vincere l'incontro per 3-1. L'ultimo pallone, messo a terra da Vladimir Nikolov, scatenò la festa dei tifosi, che attendevano questo momento dal 1989.
Il momento magico della società cuneese ebbe seguito nella stagione successiva. Il 29 dicembre sconfisse ancora una volta l'Itas Diatec Trentino al PalaRuffini di Torino, aggiudicandosi la quarta Supercoppa italiana della sua storia. La gara si risolse con un perentorio 3-0. Il 23 gennaio 2011, completando un cammino nella competizione che aveva visto sconfitte l'Umbria Volley nei quarti di finale e la Lube Macerata in semifinale, si aggiudicò anche la Coppa Italia, battendo per la terza volta consecutiva Trento in una finale di torneo.
Nello stesso anno ottenne ottimi risultati anche in campionato. Qualificata ai play off come seconda classificata, raggiunse la seconda finale scudetto consecutiva, eliminando prima la Marmi Lanza Verona nei quarti di finale, poi, in una semifinale molto tirata, l'Associazione Sportiva Volley Lube di Macerata. Ma questa volta l'Itas Diatec Trentino si prese una rivincita sui bianco-azzurri, vincendo per 3-0, in una partita senza storia giocata al PalaLottomatica di Roma.

### La fine del ciclo vincente
A partire dalla stagione 2011-12 la società Piemonte Volley dovette fare i conti con i bilanci. La partenza di molti dei protagonisti degli ultimi trionfi, dal tecnico Alberto Giuliani ai giocatori chiave come Vladimir Nikolov, Simone Parodi e Aleksandr Volkov, portarono a un ridimensionamento degli obiettivi. Il primo trofeo in palio fu la Supercoppa italiana, ma fu Trento ad aggiudicarselo nella finale in gara unica disputata a Cagliari. Anche la Coppa Italia confermò il momento difficile: l'eliminazione nei quarti di finale ad opera della Sisley Belluno e le evidenti difficoltà della squadra portarono all'esonero del tecnico Flavio Gulinelli, sostituito in corso d'opera dal suo secondo, Camillo Placì. Nonostante questo ribaltone le cose non migliorarono sensibilmente: la squadra subì l'eliminazione ai play off 12 di Champions League da parte dell'Associazione Sportiva Volley Lube di Macerata, che superò i cuneesi grazie alla regola del golden set. Il terzo posto nella stagione regolare qualificò i piemontesi ai play off per la settima volta consecutiva. Dopo aver eliminato la Pallavolo Piacenza e la Callipo Sport di Vibo Valentia nel girone eliminatorio, ancora una volta fu Macerata a fermare i bianco-azzurri, sconfitti nella serie di semifinale nonostante la vittoria in trasferta in gara 1.
Anche la stagione successiva fu ricca di difficoltà. Per il secondo anno consecutivo Cuneo mancò la qualificazione alla final four di Coppa Italia. Il quinto posto al termine del girone di andata la costrinse ad affrontare la trasferta a Vibo Valentia. La partita terminò addirittura 3-0 per la Callipo Sport, risultato che mise in moto un'accesa contestazione da parte del tifo organizzato. La posizione del tecnico Roberto Piazza vacillò, ma la società decise di rimanere al fianco dell'allenatore, mettendo invece fuori squadra il centrale della nazionale italiana Luigi Mastrangelo. Dopo questo provvedimento la squadra riprese un cammino positivo, con alcune soluzioni tattiche innovative e l'utilizzo di alcuni giocatori fuori ruolo, come l'opposto Cvetan Sokolov utilizzato anche come centrale. I risultati portarono il Piemonte Volley al raggiungimento di un traguardo storico: eliminando l'Associazione Sportiva Volley Lube di Macerata nei play off 6 della Champions League raggiunse la sua prima final four nel massimo torneo continentale per club, disputata a Omsk, in Siberia. Gli avversari della semifinale furono i campioni polacchi dello ZAKSA Kędzierzyn-Koźle, che furono regolati solo al tie-break. La finale, contro la rivelazione del torneo Volejbol'nyj klub Lokomotiv Novosibirsk, non fu fortunata: i russi, padroni di casa, vinsero una partita molto tirata per 3-2, sfruttando l'inesperienza di molti giocatori cuneesi, non abituati a partite di questo livello. La stagione si concluse con l'eliminazione in semifinale dei play off scudetto ad opera della Trentino Volley.

### Lo scioglimento
Il 2 maggio 2014 il presidente Valter Lannutti annuncia le sue dimissioni da presidente in una conferenza stampa. Il titolo sportivo non viene ceduto, ma la squadra non si iscrive al campionato 2014-15.

## Palmarès
- Campionato italiano: 1

2009-10
- Coppa Italia: 5

1995-96, 1998-99, 2001-02, 2005-06, 2010-11
- Supercoppa italiana: 4

1996, 1999, 2002, 2010
- Coppa delle Coppe: 2

1996-97, 1997-98
- Coppa CEV: 1

2009-10
- Coppa CEV: 2

1995-96; 2001-02
- Supercoppa europea: 2

1996, 1997

## Settore giovanile
Imponente è il settore giovanile del Piemonte Volley; Cuneo vanta una squadra satellite in Serie B. Nel corso degli anni ha lanciato tra gli altri Luigi Mastrangelo, Vencislav Simeonov, Manuel Coscione, Mauro Gavotto e, più recentemente, Mattia Rosso, Simone Parodi, Matteo Martino e Michele Baranowicz.
Nel palmarès delle squadre giovanili si trovano tre Campionati Juniores (1996, 2010 e 2012), due Boy League (1998 e 1999), due Campionati Under 20 (1999 e 2004), tre Under 18 (2004, 2007 e 2011), un Under 17 (2003) e due Under 16, categoria nella quale la BreBanca Lannutti ha vinto il titolo di Campione d'Italia per due anni consecutivi (2007 e 2008).

## La tifoseria

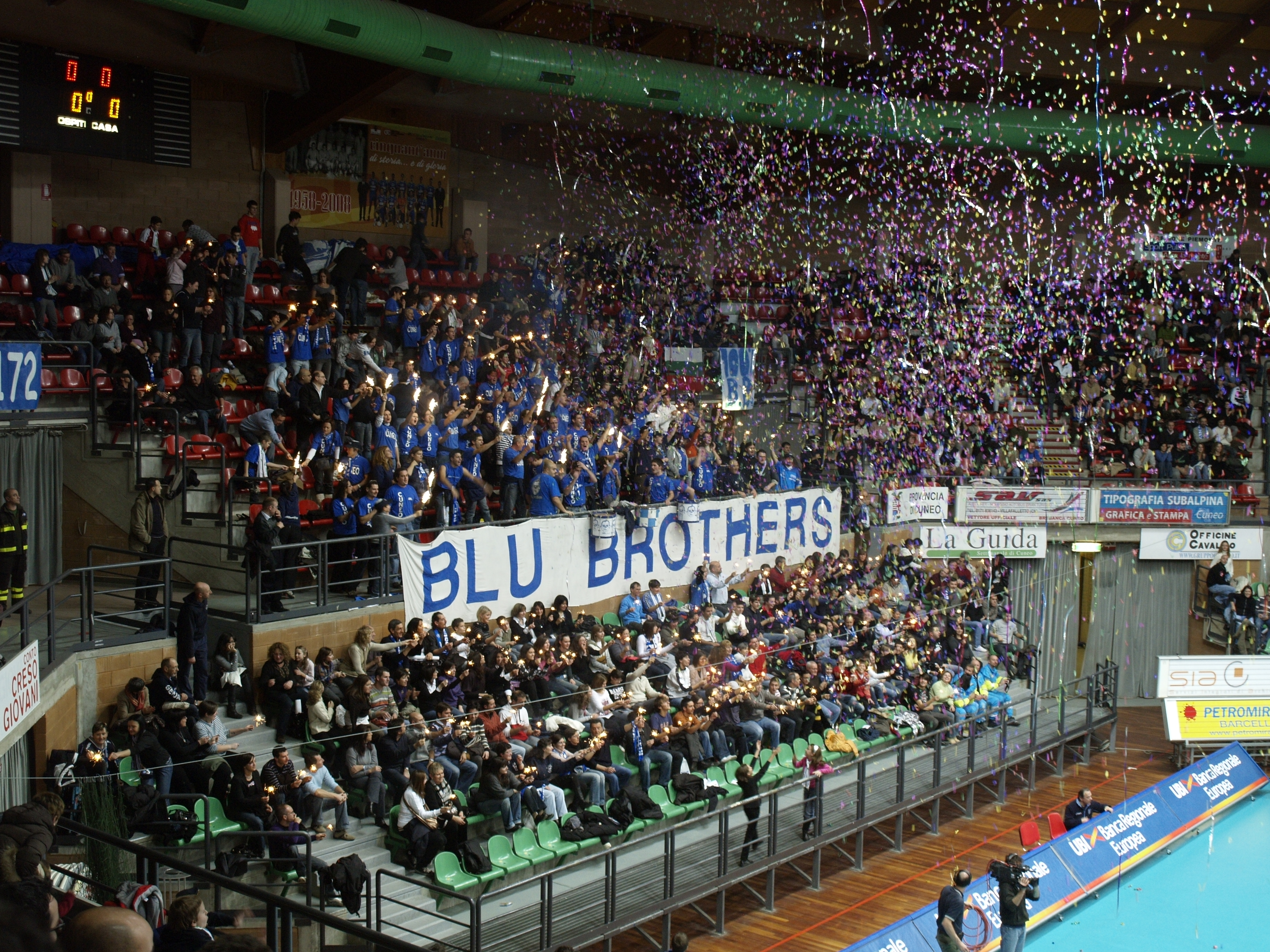
Una coreografia dei Blu Brothers

La tifoseria organizzata del Piemonte Volley era tutta riunita intorno allo striscione Blu Brothers, posto in una delle due "curve" del palazzetto dello sport. Il gruppo si formò a partire dalla stagione 1989-1990, anno della promozione in Serie A1, e andò a sostituire lo storico gruppo dei Rangers, in una fusione tra i vecchi tifosi e le nuove leve. Ad oggi è considerata una delle tifoserie pallavolistiche più grandi d'Italia. Spesso coinvolti in episodi controversi, i tifosi bianco-azzurri si sono spesso distinti positivamente, vincendo per due volte il premio Jimmy George come tifoseria più corretta del campionato. Macchia indelebile nella storia dei Blu Brothers resta la diffida di alcuni ultras a seguito di un fumogeno acceso all'interno del PalaLido di Milano, all'inizio degli anni duemila; fu solo grazie alla passione di alcuni tifosi storici del volley cuneese che il provvedimento non pose fine all'avventura della tifoseria organizzata cuneese.

### Gemellaggi e rivalità
La tifoseria cuneese era gemellata dalla stagione 2004-2005 con i Lupi di Santa Croce e con i Wild Kaos di Crema. Nonostante la retrocessione di queste due squadre in categorie inferiori, questi gemellaggi vengono periodicamente rinforzati con momenti di incontro sia sportivi che extra-sportivi.
I rivali storici dei Blu Brothers erano i tifosi della Pallavolo Modena, riuniti sotto il nome di Irriducibili Gialloblu. Questo non ha impedito una dimostrazione di grande solidarietà in occasione del terremoto dell'Emilia del 2012: il direttivo della tifoseria cuneese acquistò un ingente quantità di Parmigiano-Reggiano, andato danneggiato durante le scosse, per poi rivenderlo e destinare il ricavato alle popolazioni colpite. La tifoseria modenese ringraziò i rivali con due striscioni, sia al PalaPanini di Modena sia durante la successiva trasferta a Cuneo.
La rivalità con gli Ultras Milano, in seguito scomparsa per l'assenza di una squadra di pallavolo nel capoluogo lombardo, portò all'episodio della diffida di cui sopra. Si sono registrati, negli anni, alcuni scontri verbali con i sostenitori della Gabeca Montichiari, per il loro gemellaggio con Modena, con la Curva Gislimberti del Trentino Volley, incontrata molte volte nei momenti più caldi della stagione, con i loro gemellati Lupi e bufali di San Giustino e con i tifosi della Lube Macerata.